# 横浜市立北山田小学校
横浜市立北山田小学校（よこはましりつ きたやまたしょうがっこう）は、神奈川県横浜市都筑区北山田にある公立小学校。

## 概要
1996年横浜市立すみれが丘小学校から分離し独立した。2005年度の児童数533人ピーク時805人。屋上には太陽光発電システムが設置してあり、昇降口付近には発電量が表示される。

## 沿革
出典
- 1996年（平成8年）
  - 4月1日 - 開校。開校式挙行。
  - 10月9日 - 開校記念式挙行。
- 1997年（平成9年）2月28日 - 校歌・校章の設定を祝う会開催。
- 1998年（平成10年）
  - 4月1日 - 太陽光発電開始。
  - 7月15日 - 「ふれあいの会」発起総会開催。
  - 9月1日 - 防災備蓄倉庫設置。
- 1999年（平成11年）4月1日 - 2階多目的ホールを普通教室に改修。
- 2001年（平成13年）4月1日 - 3階多目的ホールを普通教室に改修。
- 2003年（平成15年）4月 - 本校より分離独立して牛久保小学校が開校。
- 2004年（平成16年） - この年度から、学校2学期制開始。
- 2005年（平成17年）11月5日 - 創立10周年記念式典挙行し、記念集会開催。
- 2007年（平成19年）
  - 2月 - 防災無線設置。
  - 8月 - 第1音楽室冷房工事。
- 2009年（平成21年）8月 - えいご室とパソコンルームを設置。
- 2010年（平成22年）
  - 3月 - 水道管直結工事完了。
  - 7月 - 創立15周年記念写真撮影。
- 2011年（平成23年）3月 - 太陽光発電掲示パネル交換と変電室改良工事実施。
- 2012年（平成24年）7月 - 雨水利用施設上水化工事。
- 2013年（平成25年）
  - 2月 - 正門防犯カメラ設置工事。
  - 11月 - 普通教室空調設備設置工事。
- 2014年（平成26年）
  - 1月 - 正門・職員通用口電子錠設置。
  - 8月 - 給食室カウンター改修工事。
- 2015年（平成27年）
  - 8月 - 放課後キッズクラブ開設に向けた施設改修工事と雨水配管切り回し工事実施。
  - 11月21日 - 創立20周年記念式典挙行、記念集会と祝賀会開催。

## 校歌
校歌の作曲は、織田哲郎氏による。
～光と風に包まれて～　作詞・藤井宮子　作曲・織田哲郎

## 通学区域
- 北山田1丁目（1～4番）
- 北山田5丁目（全域）
- 北山田6丁目（1～51番）
- 北山田7丁目（1番・2番）

## 交通
- 東急バス『重代』バス停下車後、徒歩。
- 東急電鉄田園都市線たまプラーザ駅、横浜市営地下鉄グリーンライン・ブルーラインセンター北駅から、東急バス「た91」系統のバスに乗車し、『重代』バス停下車後、徒歩。
- 東急電鉄田園都市線鷺沼駅、横浜市営地下鉄グリーンライン北山田駅から、東急バス「鷺01」系統のバスに乗車し、『重代』バス停下車後、徒歩。